# Treichville
Treichville este o comună din departamentul Abidjan, regiunea Lagune, Coasta de Fildeș.